# Károlyváros erődje
Károlyváros erődje (horvátul: Grad Karlovac), egykori erődítmény Horvátországban, a mai Károlyváros belvárosában.

## Fekvése
Károlyváros belvárosában, a Kulpa és a Korana folyók által határolt területen állt.

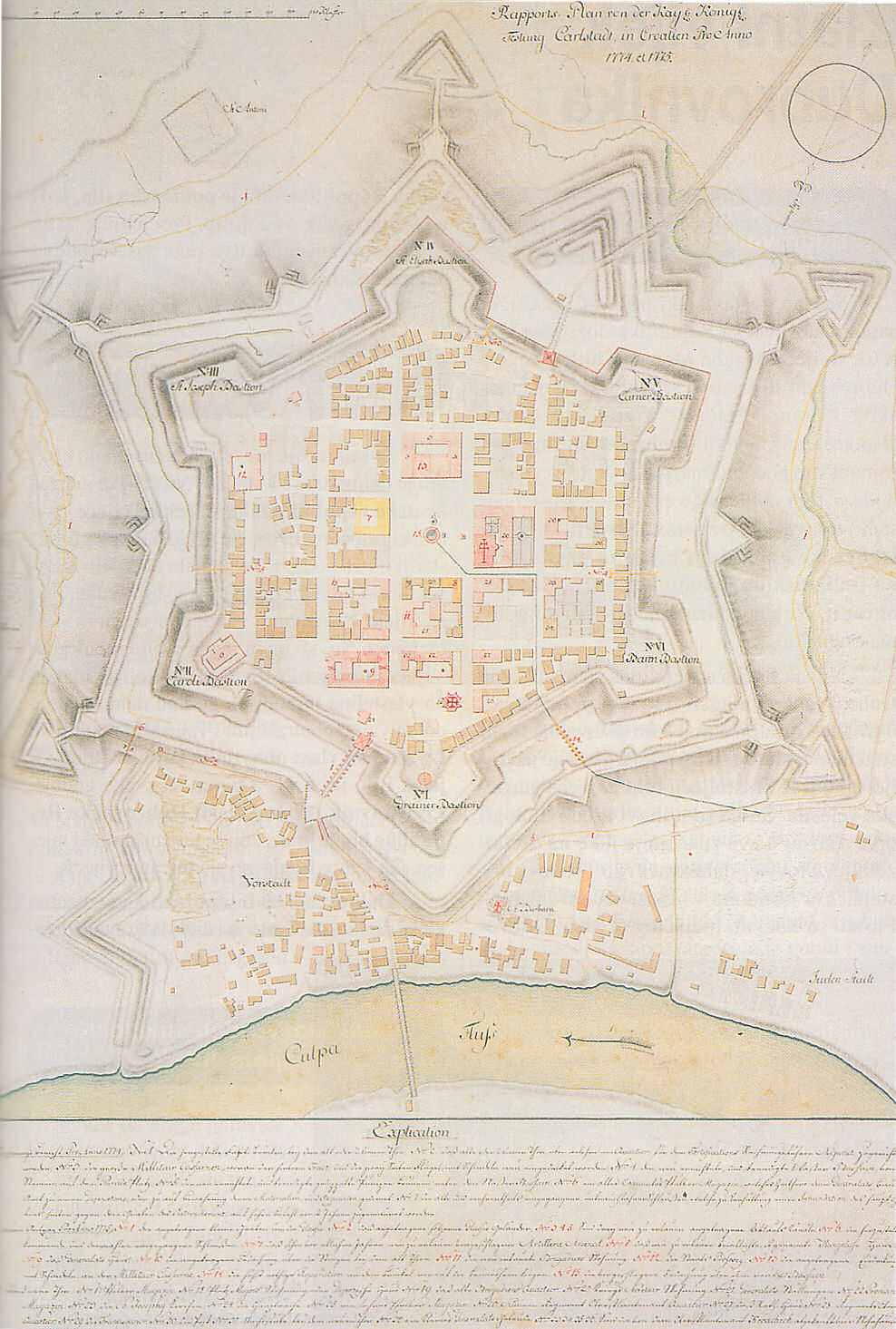
Az erőd tervrajza 1774-ből

## Története
Az erőd építését az tette égetően szükségessé, hogy a horvát területre behatoló török hadjáratok egyre közelebb jutottak az osztrák örökös tartományokhoz. Ferhát pasa boszniai szandzságbég az 1577 végén és 1578 elején a Zrínyi-hegység összes várát elfoglalta. Abban az időben a Kulpánál húzódó az utolsó védelmi vonal építése még nem fejeződött be, így a bécsi hadvezetés nagyon nehéznek találta Horvátország többi részének védelmi pozícióit. Mindez egy korszerű kulpamenti erőd építését kívánta meg. Az erőd építéséhez alkalmas helyet a dobóci vár közelében találták meg, ahol 1579-ben várat kezdtek építeni, amelyet II. Károly főhercegről neveztek el. Az építés irányítója a neves építész, Martin Gambon volt. A várfalakon belüli térséget 24 szabályos térközre osztották. Geometriai középpontjában alakították ki a városmagot a főbb katonai és szakrális épületekkel. A reneszánsz főtéren még 1580-ban felépült a korai Szentháromság-plébániatemplom. A 16. és 17. században a katonai igazgatás során a város arculata fokról fokra alakult ki. A török a várat összesen hétszer támadta, de elfoglalni sohasem tudta. Az utolsó török támadás 1672-ben volt. A 18. század első évtizedeiben megindult a falak és bástyák korszerűsítése, valamint a lakóházaknak a tűznek jobban ellenálló anyagból történő építése. A hatszögű csillag alakú, füles bástyákkal erősített vár kora várépítészetének egyik remeke volt. A vár azonban idővel elveszítette hadászati jelentőségét, ráadásul a város terjeszkedésének adadályává vált. Először a várárkokat és a felvonóhidakat szüntették meg. A 20. század elejétől a falak, a bástyák és a sáncok fokozatosan a város életterének részei lettek. 1924-ben Edo Schreiner mérnökkel tervet készíttettek a város átfogó rendezésére. A falak és bástyák építési anyagát nagyrészt házak építésére használták fel. A sáncok egy részét dísznövényekkel ültették be, sétányokká, részben pedig sportpályákká alakították át. Így alakult ki fokozatosan a belváros mai képe. 

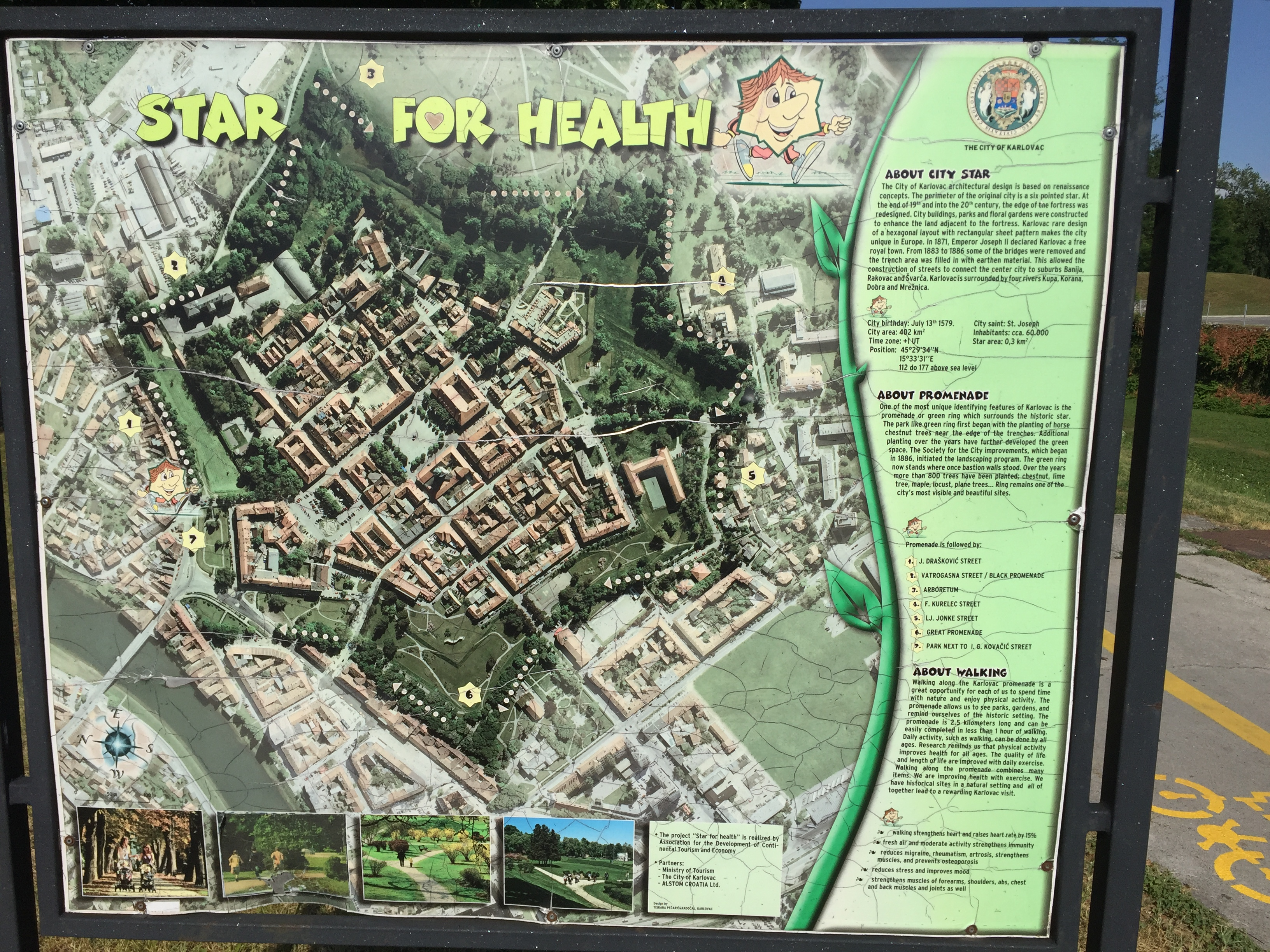
Az erőd helyén kialakított Nagy Pormenád térképe

## A vár mai állapota
Bár falait nagyrészt elbontották, az egykori erőd ma is a városközpont szerkezetének meghatározója.